# Paranoid szkizofrénia
A paranoid skizofrénia olyan pszichiátriai betegség, amelyet a hallucinációk és a téveszmék előfordulásai jellemeznek.

## Betegség leírása
A skizofréniákat általában a gondolkodás, az érzékelés jellegzetes torzulása, a nem megfelelő és/vagy elsivárosodott érzelmek és hangulat, valamint a realitással való kapcsolat zavara jellemzi. A paranoid skizofrénia a skizofrénia egyik alcsoportja, melyben többnyire üldöztetéses téveszmék jelennek meg.

## Betegség lefolyása
A skizofréniák leggyakoribb formája általában 25-35 év utáni életkorban kezdődik. Jellemzője a klinikai kép előterében álló vonatkoztatásos, üldöztetéses, befolyásoltatásos vagy nagyzásos téveszmék csoportja, amelyek általában logikusan rendszerezett paranoid mechanizmusok mentén alakulnak. Általában akusztikus hallucinációkkal, hangok hallásával, valamint az érzékelés egyéb zavaraival társul. Az érzelmi-, a hangulati-, és az akarati élet, a beszéd zavara, valamint a motoros tünetek nem kifejezettek.
Lefolyása epizodikus lehet, részleges vagy teljes remisszióval, vagy krónikus lefolyást mutat. A krónikus esetekben a jellemző tünetek évekig is eltarthatnak, ezért egy-egy epizódot nehéz elkülöníteni. A paranoid forma esetén a személyiség hanyatlása kevésbé kifejezett. Bár a tünetek tartósabban fennállhatnak, a téveszmék által közvetlenül nem érintett területeken viszonylag megtartott lehet a szociális adaptáció.
Differenciáldiagnosztikai szempontból ki kell zárni a belszervi- és neurológiai betegségeket, a pszichiátriai kórképek közül az egyéb paranoid állapotokat, az affektív betegségeket, a skizoaffektív kórképeket, a személyiségzavarokat és a különféle szerek okozta állapotokat.

## Megelőzési és más fontos tanácsok
A visszaesések megelőzése érdekében fontos a folyamatos orvosi kontroll biztosítása, a család együttműködésének, belső kommunikációjának és érzelmi állapotának javítása.
Akut pszichotikus szakban szükségessé válhat a beteg hozzájárulását nélkülöző gyógykezelés, amelynek jogi és szakmai menetéről is tájékoztatni kell, elsősorban a hozzátartozókat.

## Előzmények
- Öröklődés, családi halmozódás
- Családi halmozódás ismeretlen öröklésmenettel
- Betegségek
- A limbikus rendszer működészavara
- Dopaminerg neurotranszmisszió változása
- Frontális lebenyben csökkent metabolizmus
- Limbikus rendszer fokozott dopaminerg transzmissziója
- Egyéb prediszponáló tényezők
- 20-40 év közötti kezdet
- Alacsonyabb társadalmi réteg
- Pszichés kórokok
- Patológiás családi kapcsolatok
- Patológiás anya-gyermek kapcsolat
- Elhárító mechanizmusok szerepe
- Szocializáció zavara
- Személyiség pszichológiai sérülékenysége

## Gyakoribb panaszok, tünetek
- Mentális és viselkedészavarok
- Ítélőképesség csökkent
- Aggódás
- Düh
- Feszültség érzése
- Fokozott izgalmi állapot
- Gyanakvás
- Ingerlékenység
- Izgatottság
- Nyugtalanság
- Szenvedés érzése
- Sértődékenység
- Ébersége csökkent
- Eddigi életmódját nem vagy nehezen tudja folytatni
- Társadalmi kapcsolatok csökkenése
- „Bármire képes vagyok”
- Fejében a gondolatok hallhatóan hangosak
- Gondolatait a tévében vagy a rádióban közvetítik
- Gondolatok visszhangosodása
- Idegen erők a gondolatot kiveszik a fejéből vagy gondolataiban olvasnak
- Idegen erők befolyásolják, irányítják, uralmuk alatt tartják
- Idegen erők gondolatot ültetnek a fejébe
- Jelentős személyek leszármazottjának véli magát
- „Követnek, lehallgatják a telefonomat, most is figyelnek minket”
- Megfigyelik, követik
- Nagy felfedezőnek, kutatónak tartja magát
- Pereket kezdeményez, vélt igazáért harcol
- Szellemi lényekkel van közvetlen kapcsolatban, velük kommunikál, jeleket kap
- Ételébe, italába mérget kevernek
- Önmagának jelentős politikai szerepet, befolyást tulajdonít
- Beszéd, párbeszéd hallása
- Cselekedeteit kommentálják, értékelik, többnyire kritizálják
- Utasításokat tartalmazó hangok hallása
- Valós élmény, de nem vetül a külvilágba
- Érzelmi életének elszíntelenedése, elsivárosodása
- Hangulati nyomottság
- Rossz közérzet
- Képtelen az ellazulásra
- Szorongás
- Átlagos környezeti ingerekre heves reakció
- Kerüli az emberekkel való kapcsolatot
- Korábbi életére jellemző dolgok kevésbé érdeklik